# Бернардо I (граф Бесалу)

Каталонские графства в IX-XII вв

Бернат I Тайлефер («Разрубающий железо») (Bernard Taillefer, Bernard Ier de Besalú,Bernat I de Besalú) (ок. 974—1020) — граф Бесалу и Валеспира с 988, Риполи с 1002.
Сын Олиба Кабрета и Эрменгарды д’Эмпуриас. В 988 году при разделе отцовских владений получил графства Бесалу и Валеспир. В 1002 году его брат Олиба передал ему графство Риполи.
В 992 году Бернат I женился на Тоде (Тоте, Аделаиде) (Tota que vocant Adalez), чьё происхождение не выяснено (согласно данным генеалогических сайтов — дочь Гильома Санша, графа Гаскони, в Europäische Stammtafeln указана как дочь графа Прованса Гильома II, третья версия — дочь графа Барселоны Раймона-Борреля).
Дети:
- Гийлем I (ум. 1052), граф Бесалу и Риполи;
- Гифре (ум. 1054), епископ Бесалу (с 1017) и Каркассона (с 1031);
- Аделаида, упом. 1020;
- Гарсенда, жена Беренгера, виконта Нарбонна;
- Констанца, упом. 1020;
- Асенрико, упом. 1020;
- Гуго, упом. 1020;
- Беренгер, упом. 1020.

Бернат Тайлефер основал 3 монастыря, и по его просьбе папа Бенедикт VIII своей буллой от 27 января 1017 года учредил епархию Бесалу, на которую был назначен Гифре де Бесалу — сын Берната. Однако в 1031 году Гифре избрали епископом Каркассона, и две епархии объединились.
Бернат участвовал в Реконкисте, в том числе в битве при Торе (1006) и за военные подвиги получил прозвище Тайлефер — «Разрубающий железо».
В 1020 году Бернат поехал в Прованс для переговоров о свадьбе своего сына Гийлема. На обратном пути он решил переправиться через Рону вплавь, на лошади. Его унесло течением, и он утонул. Это случилось между 26 сентября и 13 октября 1020 года. Тело удалось выловить, и его похоронили в Риполи в монастыре.